# C-Syndrom
Das C-Syndrom, auch unter den Synonymen Trigonozephalie Opitz und Opitz-Trigonozephalie-Syndrom bekannt, ist ein mit weniger als 50 dokumentierten Fallbeispielen sehr selten auftretender angeborener Symptomenkomplex, der beim männlichen Geschlecht häufiger als beim weiblichen vorkommt (Androtropie 3:1).

## Merkmale
Die Symptome des C-Syndroms sind in ihrer phänotypischen Ausprägung variabel. Es ist daher nicht auszuschließen, dass es auf unterschiedliche Ursachen zurückgeführt werden kann (Heterogenität) und zudem häufig nicht vorrangig als C-Syndrom diagnostiziert, sondern in andere Syndromdiagnosen integriert ist.
Folgende Merkmale sind häufig festzustellen, die zur Diagnosestellung hilfreich sind: Trigonozephalie bei Synostose der Sutura metopica, Hämangiom (Blutschwamm) an der Stirn, Mikrozephalie, Epikanthus medialis, breite, flache Nase, besonders geformte Ohren, Hexadaktylie (postaxial), Wachstumsverzögerung (auch schon während der Schwangerschaft) und schließlich primordialer Minderwuchs, Herzfehler, Fehlbildungen im Bereich der Extremitäten, Gelenkkontrakturen, Dysplasien im Urogenitalbereich, kognitive Behinderung.

## Therapie
Die Therapie kann lediglich symptomatisch sein. Es wurde von Erfolgen bei der operativen Korrektur der Schädelnahtsynostose berichtet.

## Forschung
Nach wie vor ist die Präzisierung des Phänotyps Bestandteil von Forschungsbemühungen, die Abgrenzung des Symptomenkomplexes als eine nosologische und genetische Einheit das Ziel.
Es ist möglich, dass dadurch innerhalb der Gruppe von Menschen mit C-Syndrom mehrere eigenständige Entitäten (bislang das sogenannte C-artige Bohring-Opitz-Syndrom) sowie eine Gruppe von Menschen mit hochcharakteristischem Phänotyp herausgestellt werden.
Eine Abgrenzung zu möglichen Differentialdiagnosen gestaltet sich oftmals schwierig, sodass auch hier an einem sicheren Diagnosesystem gearbeitet wird. Bislang konnte z. B. nur bei einem Teil der Menschen eine Chromosomenaberration nachgewiesen werden, bei anderen werden Mikrodeletionen vermutet. Im Bereich der klinischen Symptomatik sind Parallelen erkennbar zu partieller Trisomie 3p und 3q, Monosomie 4p-, Deletionssyndrom des kurzen Arms eines Chromosoms 4, Jacobsen-Syndrom und dem Oro-fazio-digitales Syndrom Typ 6 oder dem Mohr-Syndrom.
Im Bereich der exogenen Ursachenforschung beim C-Syndrom gibt es Hinweise auf einen Zusammenhang mit der Valproat-Embryofetopathie (Valproat-Syndrom).

## Geschichte
Im Jahr 1969 wurde von John Marius Opitz und seinen Mitarbeitern Ronald Johnson, Samuel McCredie und David W. Smith über zwei Geschwister mit bestimmten äußerlichen Besonderheiten berichtet, die ein Syndrom vermuten ließen. Da jedoch keine bis dahin bekannte Syndrombeschreibung passte, wurde es C-Syndrom genannt.

## Bohring-Opitz-Syndrom
Bei dieser Gruppe aus dem Kreis der Menschen mit C-Syndrom gehört zum Merkmalsbild zusätzlich u. a. eine Lippen- und/oder Gaumenspalte, Dysplasie der Augennetzhaut und Exophthalmus.
Im Unterschied zum Bainbridge-Ropers-Syndrom sind Trigonocephalie und Myopie damit verbunden.